# Сотніков Володимир Петрович
Сотніков Володимир Петрович (27 липня 1904, Борки, Російська імперія — 03 листопада 1965, Марганець, Дніпропетровська область, УРСР) — інженер, рудопромисловець, керівник тресту «Нікопольмарганець» (місто Марганець) у 1944—1955 роках, кавалер Ордена Трудового Червоного Прапора.

## Життєпис
Народився у 1904 році в родині селян Сотнікова Петра Олексійовича та Оксини Семенівни.  
Після закінчення школи хлопець їде на Донбас опановувати робітний фах.
В 1930-х роках Володимир Петрович разом з дружиною переїжджають до Кривого Рогу. Тут він працює на шахті, а в вечірній час навчається на робітничому факультеті.
У 1936—1938 роках працює на посаді начальника шахти рудника ім. Артема у Кривому Розі.
В 1938 році Володимира Сотнікова направляють у місто Марганець, де він працює на посаді головного інженера гірничого тресту «Нікопольмарганець».
Після початку німецько-радянської війни у 1941 році, трест «Нікопольмарганець» евакуюють у місто Івдель. В евакуації Володимир Сотніков продовжує працювати на посаді головного інженера.
Після звільнення міста Марганець від німецьких загарбників в 1944 році, трест «Нікопольмарганець» поновлює свою роботу. На посаду керівника тресту призначається Сотніков Володимир Петрович.
Вже в 1944 році під керівництвом Сотнікова В. П. було відбудовано та введено в експлуатацію 9 шахт, тимчасова збагачувальна фабрика, електромеханічні майстерні та інші виробничі потужності. Повністю відбудовано місто Марганець. В тресті "Нікопольмарганець" на той час працювало кілька тисяч робітників та інженерно-технічниго персоналу. В 1970 році на базі тресту буде зсанований "Марганецький ГЗК".
Саме за часів керування трестом Володимиром Сотніковим центральна частина Марганця набула тієї унікальності та архітектурної краси. Збудовані Палац культури гірників, центральний стадіон, ансамбль житлових будинків на центральній площі та інші об'єкти.
Після 11-річного керування трестом, в 1955 році, Володимира Сотнікова направили на роботу до міста Яхимов (Чехословаччина), де він працює на керівній посаді на урановому руднику.
Повернувшись в Марганець у 1960 році, Володимир Петрович виходить на пенсію та присвячує життя родині та улюбленим хобі — полюванню та риболовлі.
Помер В.Сотніков в 1965 році, на прощання з багаторічним керівником містоутворюючого підприємтва прийшли тисячі марганчан. Похований на старому марганецькому кладовищі по вулиці Кленовій.

## Пам'ять
У грудні 2022 року Марганецькою міською радою вулиця Декабристів у місті Марганець була перейменована на вулицю Володимира Сотнікова.